# François-Louis Cailler
François-Louis Cailler (1796 – 1852) foi o primeiro suíço a produzir chocolate.
```
.Ele teve o primeiro contato com o chocolate em 
Turim
 na 
Itália
 onde passou quatro anos. Quando retornou para a 
Suíça
 pôs em funcionamento a primeira fábrica do seu país em 
Corsier
, próximo a 
Vevey
 em 
1819
. Em 
1825
 abriu sua segunda fábrica, a qual, mais tarde, vendeu para seu filho Julian e seu genro 
Daniel Peter
.
```

Sua grande inovação foi o desenvolvimento de um chocolate macio que poderia ser formado em barras. 